# Spilosoma roseata
Spilosoma roseata är en fjärilsart som beskrevs av Rothschild 1910. Spilosoma roseata ingår i släktet Spilosoma och familjen björnspinnare. Inga underarter finns listade i Catalogue of Life.